# الحروب النابليونية
الحروب النابليونية هو مصطلح يستخدم في تعريف سلسلة الحروب التي وقعت في أوروبا خلال فترة حكم نابليون بونابرت لفرنسا. كانت هذه الحروب امتدادًا جزئيًا للحروب الثورية التي اشعلتها الثورة الفرنسية، والتي استمرت خلال فترة الإمبراطورية الفرنسية الأولى.
لا يوجد إجماع حول تحديد متى انتهت الحروب الفرنسية ومتى بدأت حروب نابليون بونابرت. إن التاريخ المحتمل لبداية هذة الأخيرة هو 9 نوفمبر عام 1799، هذا اليوم الذي يوافق تولي بونابرت مقاليد الحكم في فرنسا من خلال انقلاب 18 برومير (فرنسا) .
و لكن التاريخ الأكثر شيوعًا هو 18 مايو عام 1803 مع تجدد إعلان الحرب بين بريطانيا وفرنسا، بعد الاتهامات المتبادلة لانتهاك الإتفاقيات المنصوص عليها في معاهدة أميان، الحدث الذي انهى الفترة الوحيدة للسلام العام في أوروبا بين عام 1792 و1784.
كما يعد يوم 12 ديسمبر عام 1804 آخر تاريخ محتمل لبداية الحرب، حيث توَج نابليون نفسه إمبراطورًا على فرنسا . انتهت الحروب النابليونية يوم 18 يوليو 1815 بعد هزيمة نابليون النهائية في معركة واترلو وتوقيع معاهدة باريس الثانية .
يشار إلى الفترة ما بين 20 أبريل عام 1792 و20 نوفمبر عام 1815 بمصطلح «الثورة الفرنسية العظمى»..

## نظرة عامة
استولى نابليون على السلطة في العام 1799، وأسس نظامًا دكتاتوريًا عسكريًا. تتعدد الآراء بخصوص التاريخ الذي يُمكن تحديده كبداية رسمية للحروب النابليونية؛ في الغالب يُستخدم تاريخ 18 مايو 1803، عندما أنهت بريطانيا وفرنسا فترة السلام الوحيدة والقصيرة الممتدة بين الأعوام 1792 و1814. بدأت الحروب النابليونية مع حرب التحالف الثالث، والتي كانت أول حروب التحالف ضد الجمهورية الفرنسية الأولى بعد تسلّم نابليون مقاليد السلطة زعيمًا لفرنسا.
خرجت بريطانيا من معاهدة أميان وأعلنت الحرب على فرنسا في مايو من العام 1803. من الأسباب المؤدية لذلك تُذكر التغييرات التي أدخلها نابليون في النظام الدولي في أوروبا الغربية، لا سيما في سويسرا، وألمانيا، وإيطاليا، وهولندا. يقول المؤرخ فريدريك كاغان إن بريطانيا استاءت بشكل خاص من تأكيد نابليون السيطرة على سويسرا. بالإضافة إلى ما تقدم، شعر البريطانيون بالإهانة عندما صرح نابليون أن بلادهم لا تستحق أي وزنٍ في الشؤون الأوروبية، بالرغم من عضوية الملك جورج الثالث في المجمع الانتخابي للإمبراطورية الرومانية المقدسة. من جهتها أدركت روسيا أن تدخل نابليون في سويسرا يشير إلى عدم رغبته في التوصل لحل سلمي لخلافاته مع القوى الأوروبية الأخرى.
ضربَ البريطانيون من فورهم حصارًا بحريًا على فرنسا لحرمانها من مواردها. رد نابليون بفرض حظر اقتصادي على بريطانيا، وسعى إلى القضاء على حلفاء بريطانيا في القارة الأوروبية بغية كسْر التحالفات المجيّشة ضده. شكّل ما يُعرف باسم النظام القاري عصبة الحياد المسلح بهدف تعطيل الحصار وإنفاذ حركة التجارة الحرة مع فرنسا. رد البريطانيون بالاستيلاء على الأسطول الدنماركي، ما يعني تفكّك العصبة، ولاحقًا أمّنت هيمنتها على البحار، وهو ما مكّنها من مواصلة استراتيجيتها بحُريّة. لكن نابليون انتصر في حرب التحالف الثالث في معركة أوسترليتز، مما أجبر الإمبراطورية النمساوية على الانسحاب من الحرب وحلّ الإمبراطورية الرومانية المقدسة رسميًا. خلال عدة أشهر، أعلنت بروسيا الحرب، وهو ما أفضى إلى نشوب حرب التحالف الرابع. انتهت هذه الحرب بنتيجة كارثية على بروسيا، إذ مُنيت بالهزيمة وتعرّضت للاحتلال في غضون 19 يومًا من بداية الحملة. ثم هزَم نابليون روسيا في معركة فريدلند، وأنشأ دولًا عميلة قوية في أوروبا الشرقية، واضعًا بذلك نهاية التحالف الرابع.
بالتزامن مع ذلك، أدى رفض البرتغال الالتزام بالحصار القاري، وفشل إسبانيا في المحافظة عليه، أدى إلى حرب الاستقلال الإسبانية ونشوب حرب التحالف الخامس. احتل الفرنسيون إسبانيا وأسسوا مملكةً إسبانية عميلة، وهكذا انتهى فعليًا التحالف بين الدولتين. سرعان ما تبع ذلك انخراط بريطاني كبير في شبه الجزيرة الأيبيرية، في حين فشلت الحملة البريطانية للاستيلاء على أنتويرب. أشرف نابليون على الوضع في شبه جزيرة أيبيريا، وهزم الإسبان، وطرد البريطانيين من شبه الجزيرة. سعيًا منها لاسترداد أراضيها التي خسرتها في حرب التحالف الثالث، غزت النمسا الدول العميلة لفرنسا في أوروبا الشرقية. ولكن نابليون هزم التحالف الخامس في معركة فاغرام.
دفع الانزعاج من الأعمال البحرية البريطانية الولاياتِ المتحدة إلى إعلان الحرب على بريطانيا في حرب 1812، لكنها لم تتحالف مع فرنسا. أدّى التذمّر من السيطرة على بولندا، وانسحاب روسيا من الحصار القاري إلى غزو نابليون لروسيا في يونيو 1812. لم يكن الغزو سوى كارثة محققة لنابليون. أجبرت سياسة الأرض المحروقة، وهجران المدن، والإخفاقات الاستراتيجية الفرنسية، وبداية الشتاء الروسي أجبرت نابليون على التراجع وتكبُّد خسائر فادحة. لحقت نكساتٌ أخرى بنابليون؛ فقد انهارت سلطة فرنسا في شبه الجزيرة الأيبيرية جرّاء معركة فيتوريا في الصيف اللاحق، وشنّ تحالفٌ جديد حرب التحالف السادس.

## التحالف الأول
إن أحداث الثورة الفرنسية وأهدافها التوسعية التي بدأتها الحكومة الفرنسية الجديدة أثارت قلق القوى الأوروبية الكبرى، التي كانت تخشى من امتداد آثار الثورة لتصل إلى دولها. في أعقاب إعلان فرنسا الحرب على الإمبراطورية الرومانية المقدسة يوم 20 أبريل عام 1792،  قامت النمسا، وبروسيا، وبريطانيا، وإسبانيا، والبرتغال، ومملكة ساردينيا، ومملكة نابولي بتكوين التحالف الأول ضد الثورة الفرنسية، وانتهت الجمهورية الحديثة إلى الهجوم ضد جميع الجبهات. كان للحرب اتجاه غير مستقر: بعد سلسلة من الخيبات الأولية، قام الجيش الفرنسي بهجوم مضاد، وأوقع العديد من الهزائم بالمتحالفين. استُبدل الجيش الملكي القديم المكون من جنود محترفين بجيش مكون من مجندين، أما حكومة المديرين الفرنسية (الجهاز الإداري الذي أُنشئ  بعد عهد الإرهاب)  أثارت حرب شاملة على القوى الأوروبية. في غضون سنوات قليلة، قامت فرنسا بضم الأراضي المنخفضة الجنوبية التابعة للنمسا وراينلاند، وغزو جمهورية هولندا المتحدة وتحويلها إلى دولة دمية (الجمهورية الباتافية)، وأجبرت بروسيا على الخروج من الصراع، كما اقنعت إسبانيا بالانحياز إليها.  تم كبح أعمال العنف الملكية في إقليم فونديه (إقليم فرنسي) بصورة وحشية خلال عام 1793 و1796.
سرعان ما ظهر خلال حرب الائتلاف الأول شاباً من ضباط المدفعية ذو أصول كورسيكية، كان يعمل في الجيش الثوري الفرنسي : جيش نابليون بونابرت. بعدما تميز في حصار طولون وانتفاضة 13 فينديمير للسنة الرابعة، تولى قيادة جيش إيطاليا في الثاني من مارس عام 1796، وأسندت إليه مهمة غزو شبة الجزيرة وإخضاعها لفرنسا.
مع التحرك السريع، عبر جيش نابليون جبال الألب وخلال شهر هزم القوات المشتركة بين النمسا ومملكة ساردينيا مرارا وتكرارا، كما أجبر الأخيرة على طلب السلام، والإنسحاب من الصراع في إبريل عام 1796. بعد تحييد واحد من أعداء فرنسا، انقض نابليون بعد ذلك على النمساويين، وألحق بهم هزيمة تلو الآخرى في معركة لودي (10 مايو 1796), ومعركة جسر اركوا (17 نوفمبر 1796)، ومعركة ريفولي (15 يناير 1797).
قام الجيش الإيطالي بغزو تيرول (ولاية) بعد إجبار القلعة النمساوية  في مانتوفا على الاستسلام،  كما وصل به الأمر إلى تهديد فيينا. تفاوض نابليون نفسه الذي تجاوز حكومة المديرين الفرنسية، حول المعاهدة المقبلة «معاهدة كامبو فورميو» في 17 أكتوبر عام 1797، كما أجبر من خلالها النمسا على الإنسحاب من التحالف والاعتراف بالدولة الدمية التي أنشأها الفرنسيون في شمال إيطاليا، وهي الجمهورية الألبية.
ظلت بريطانيا وحدها في الحرب ضد فرنسا بخروج النمسا من الصراع. نصح نابليون حكومة المديرين الفرنسية بإرسال جيشها لاحتلال مصر لكي يشكل تهديدًا للعلاقات مع الهند التي تعتبر أهم المستعمرات البريطانية، ذلك بعد اعترافه باستحالة شن هجوم مباشر بسبب تفوق البحرية الملكية البريطانية على الأسطول الفرنسي المُدَمَّرٌ. هبط الفرنسيون في مدينة الإسكندرية بمصر يوم 2 يوليو عام 1798، وتحكموا خلال وقت قصير في زمام الأمور، وعلى الرغم من ذلك تعرض الأسطول الفرنسي في الليلة بين اليوم الأول والثاني من شهر أغسطس التالي  لهزيمة ساحقة في معركة النيل (معركة أبي قير البحرية) على أيدي الأميرال البريطاني هوراشيو نيلسون، وبهذا وجد جيش نابليون نفسه معزولاً عن وطنه.

## التحالف الثاني
تحول الموقف ضد فرنسا وفي أوروبا أيضاً:  تشكل التحالف الثاني المعادي للفرنسيين في أوائل شهر يناير عام 1799، الذي أعاد توحيد بريطانيا، والنمسا، وروسيا، ومملكة نابولي، والإمبراطورية العثمانية. بدأت قوات التحالف سلسلة من الهجمات ضد الفرنسيين في مصر وألمانيا وسويسرا وبصورة خاصة في إيطاليا، حيث قام جيش نمساوي روسي ضخم بقيادة المارشال «سوفوروف» بإحراز نجاح تلو الآخر، ومحو خلال شهور قليلة الإنجازات التي قام بها نابليون، بالإضافة إلى ذلك وجدت فرنسا نفسها في حالة إفلاس وكانت  الأحزاب الملكية دائمًا ما تكتسب شعبية أكثر. أطلق نابليون جيشه إلى مصر في سرية تامة بعد علمه بخطورة الموقف، وعاد إلى فرنسا  في يوم 9 أكتوبر عام 1799 ورحب به الشعب بحفاوة . على عكس كل سياسات السلام، ففي اليوم التاسع من شهر نوفمبر المقبل قام الجنرال بانقلاب عسكري (المسمى «انقلاب 18 برومير (فرنسا)») بفضل مساندة أعضاء حكومة «دوكوس» و«سييس»، والذي أدى إلى إلغاء حكومة المديرين نفسها وإقامة حكومة القناصل الفرنسية 1799–1804، وبتعيين القنصل الأول، أصبح نابليون في ذاك الوقت الحاكم السياسي الفعلي لفرنسا.
في غضون ذلك، كان الوضع السياسي في تحسن: في نهاية عام 1799 أُجبر المارشال سرفوروف على الانسحاب وترك سويسرا بعد معركة زيورخ الثانية التي انتصر فيها المشير «اندريه ماسينا»، بينما انتهى الغزو الأنجلو- روسي لهولندا بهزيمة ساحقة للحلفاء. في ضوء هذة الهزائم والمشاحنات المستمرة مع الحلفاء البريطانيين والنمساويين، قرر القيصر بافل الأول الانسحاب بشكل منفرد من التحالف، تاركًا النمسا وحدها في مواجهة الفرنسيين في المشهد. قام نابليون بإعادة تنظيم القوات الفرنسية بسرعة وقاد الجيش الإحتياطي في إيطاليا ضد قوات الجنرال «ميشال ميلاس»، بينما أسند إلى الجنرال «جون مورو» مهمة إبقاء النمساويين في ألمانيا. عبر نابليون جبال الألب حتى ممر سان بيرنارد العظيم في 25 مايو 1800، بدلاً من الانتظار عند ممر جبل الرماد، وأجبر «حصن بارد» على الاستسلام من خلال شن هجوم مفاجئ.
بعد الاستحواذ على مدينة ميلانو بدون قتال، واجه جيش نابليون النمساويين في موقعة مارينجو في 14 يوليو المقبل: لم تكن المعركة في بدايتها لصالح الفرنسيين، وكان من الممكن أن تتحول إلى هزيمة نابليون إذا لم تصل إليهم في فترة ما بعد الظهر تعزيزات من الجنرال «لويس دوزيه». إن مهمته العنيفة ضد الجناح الأيمن النمساوي تسببت في تحطيم جيش الجنرال «ميلاس» ، بالرغم من أن «دوزيه» نفسه قد تم اغتياله في المرحلة النهائية من المعركة. على الرغم من عدم حسم النتيجة في نهاية الصراع، إلا أن انتصار الفرنسيين في معركة مارينجو أجبر النمساويين على ترك إيطاليا للمرة الثانية. حقق الجنرال «جون مورو» أخيراً انتصاراً حاسماً على النمساوين في 3 ديسمبر عام 1800 في معركة «هوهنليندن» ؛ في هذا الوقت انسحبت النمسا نهائياً من الصراع بتوقيع معاهدة «لونفيل» في 9 فبراير عام 1801.

## معاهدة أميان
ظلت بريطانيا (التي أصبحت المملكة المتحدة لبريطانيا العظمى وأيرلندا بدءاً من 1 يناير عام 1801) وحدها في الحرب ضد فرنسا. نجحت الحملة العسكرية البريطانية في إجبار القوات الفرنسية المتبقية في مصر على الاستسلام في نهاية شهر أغسطس عام 1801، ولكن لم يمتلك البريطانيون القوات البرية الكافية للتخلص من سيطرة الفرنسيين بشكل كامل؛ في الوقت ذاته تسبب التفوق الكبير للبحرية الملكية، والذي تم تعزيزه بشكل أكبر بعد الانتصار على الأسطول الدنماركي في معركة كوبنهاغن في 2 أبريل عام 1801، في منع الفرنسيين من وضع أي احتمال لغزو الجزر البريطانية: منع الأسطول البريطاني بصورة فعلية أي تعزيزات أو تحركات من أسطول العدو، وحتى أبسط عمليات التدريب في البحر، ذلك باستخدام ما يقرب من 600 سفينة حربية من مختلف الأنواع، والاستعانة بفرق حربية ذات أحجام عديدة، والذين قاموا بحصار كل القواعد البحرية أو الموانئ ذات الأهمية للأراضي الفرنسية  المكتظة بهم. قام الأسطول البريطاني في نفس الوقت بمرافقة القوافل التجارية الهائلة التي كانت تعزز وتنقل جيوش المتحالفين المشاركة في الحرب ضد فرنسا. نظراً لهذا الوضع المستقر، لم يبق أمام المتنافسين سوى طريق المفاوضات؛ لهذا تم توقيع معاهدة أميان في 25 مارس 1802، المعاهدة التي وضعت نهاية للعداء.
إن اتفاقية السلام المنصوص عليها في معاهدة أميان لم ترض كلا الطرفين، والتي سرعان ما لام كل منهما الآخر على انتهاك المعاهدة: من جانب أثر نابليون بقوة على الانتخابات المنعقدة في الجمهورية الباتافية، بالإضافة إلى انتخابه رئيساً للجمهورية الإيطالية (بإصدار أمر جازم وفعلي)؛ من جانب آخر، كانت المملكة المتحدة مترددة بشأن التخلي عن الجزيرة الاسترتيجية مالطا وإرجاعها إلى أصحابهاالسابقين «فرسان الإسبتارية». أصبح الموقف لا يحتمل بشكل متزايد، وأعلنت المملكة المتحدة الحرب على فرنسا رسمياً في 18 مايو 1803؛ بهذا بدأت «الحروب النابليونية» الحقيقة.

## معركة طرف الغار ومعركة أوسترليتز

نابليون يتوج زوجته "جوزفين«في»كاتدرائية نوتردام دو باري (باريس)«. لوحة الفنان»جاك لوي دافيد

كان قد استغل نابليون الفترة المخصصة للهدنة المؤقتة مع المملكة المتحدة في إعادة تقوية سيطرته السياسية على فرنسا: ففي 18 مايو 1804 أعلن السيناتور رسمياً دستوراً لالإمبراطورية الفرنسية الأولى، وقام نابليون بتتويج نفسه باعتباره إمبراطوراً في 2 ديسمبر المقبل، بعد أن تصالح مع البابا «بيوس السابع»  بفضل اتفاقية 1801. بدأ الصراع الجديد مع المملكة المتحدة في صورة سلسلة من الهجمات البحرية، لكن في منتصف عام 1804 قام نابليون بحشد جيش مكون من 150 ألف رجلاً في مدينة «بولوني سور مير»، من أجل غزو الجزر البريطانية؛ مع ذلك  كان من الضروري إبعاد سفن البحرية الملكية عن القناة الإنجليزية (المانش) لعبورها، لهذا السبب وضع الإمبراطور الجديد خطة معقدة لجذب الأسطول البريطاني ناحية الغرب.
ترك الأدميرال «بيير تشارلز فيلنوف» مدينة «طولون» باصطحاب جزء من الأسطول الفرنسي في يوم 30 مارس عام 1805 للهروب من الحصار البريطاني، وتوجه نحو جزر الأنتيل بعد أن قام بربط أسطول ضخم من السفن الأسبانية الحليفة قبالة السواحل الإيبيرية. ذات مرة كان على الأدميرال أن يلتحم مرة آخرى في منطقة قريبة مع الأسطول الثاني الذي أبحر من بريست، وكان عليه أن يهدد المستعمرات البريطانية المحلية، بهدف جذب السفن الملكية إلى هناك؛ بينما حدث الآتي: كان من المفترض أن يعبر  الأسطول الأسباني الفرنسي المحيط الأطلسي، ويقوم بإخلاء القناة الإنجليزية (المانش) ، وتأمين عبور الجيش الفرنسي. وصل «فيلنوف» مارتينيك في 12 مايو، ولكن لم يجد أسطول بريست الضخم، حيث كان محاصراً من البريطانيين. عندما علم «فيلنوف» بوصول أسطول الأدميرال نيلسون إلى المناطق المجاورة له، أبحر في إتجاه أوروبا يوم 9 يونيو، أما البريطانيون كانوا دايماً ما يطاردونه. تورط «فيلنوف» أثناء عودته في البحار الأوروبية يوم  21 يوليو في مواجهة عنيفة ضد الأسطول البريطاني الضخم في معركة «رأس فينيستر» البحرية، لكنها لم تكن حاسمة، ثم  قرر أن يتوجه إلى الموانئ الأسبانية.  لم يحترم الأدميرال أوامر وتعليمات نابليون وتوجه إلى الجنوب نحو ميناء قادس ، حيث ظل محاصَراً من أسطول «نيلسون» الذي جاء بشكل مفاجئ في تلك الأثناء.
تطلب حصار أسطول «فيلنوف» التخلي عن خطة غزو الجزر البريطانية، حيث كانت هناك تطورات جديدة جارية أيضاً في المشهد العام. إن إعادة تأسيس النظام الإمبراطوري كانت قد أثارت مخاوف كثيرة لدى المحاكم الأوروبية، التي كانت تخشى أن يكون هذا تمهيداً لمرحلة جديدة من التوسعات الفرنسية. تدهورت العلاقات القائمة بين فرنسا والنمسا بشكل متزايد بعد قرار نابليون بتتويج نفسه ملكاً للمملكة الإيطالية الحديثة، بينما أظهر القيصر ألكسندر الأول تصرف عدائي تجاه الإمبراطور. قامت كل من المملكة المتحدة، والنمسا، وروسيا، ومملكة نابولي بتأسيس التحالف الثالث المعادي للثورة الفرنسية في أبريل عام 1805، بعد مفاوضات عديدة وبفضل تدخل رئيس الوزراء البريطاني «ويليام بيت الأصغر» ، كما بدأوا بحشد القوات تحسباً للصراع المنتظر.
بدأت النمسا الأعمال العدائية: قام جيش نمساوي بقيادة الجنرال «ماك»  بغزو «بافاريا» المتحالفة مع الفرنسيين في يوم 10 أغسطس عام 1805، كما توقف بالقرب من مدينة «أولم» في انتظار وصول الروس بقيادة الجنرال «ميخائيل كوتوزوف» المتقدم ببطء من الشرق. رد نابليون بسرعة على هذا الخطر، وفي يوم 25 أغسطس غادرت أوائل القيادات العسكرية الفرنسية مدينة «بولوني سور مير» في اتجاه ألمانيا الجنوبية.
تم إعادة تنظيم الجيش الفرنسي بقوة أثناء فترة السلام: تم توحيد القوات الفرنسية في الجيش الكبير تحت قيادة نابليون، بدلاً من تقسيمها إلى أكثر من جيش مستقل كما كان الحال خلال فترة الثورة. كانت الفَيالِقُ هي الوحدات العملية الأساسية، وكان يرأسها رتبة مارشال أو فريق، وكانت تحتوي على جميع الوحدات (المشاة، والفرسان، والمدفعية): كان الفيلق الواحد الذي لم يكن تكوينه ثابتاً قط لكنه كان بإمكانه أن يتغير وفقاً للظروف المطلوبة، نوعاً من جيش مصغر قادراً على أن يتولى أمر العدو وحده في انتظار وصول القوات الآخرى. قامت عدد ست فيالق عسكرية فرنسية كانت تسير بشكل منفصل ولكن بطريقة منسقة للغاية بمداهمة قوات «ماك» من جهة الشمال وأحاطوا بالجانب الأيمن، وحاصرت الجيش النمساوي وأجبرته على الاستسلام في 20 أكتوبر. في غضون إسبوعين كان نابليون قد أجبر الجيش النمساوي الرئيس على الاستسلام، دون الإضطرار قط إلى الدخول في معارك واسعة النطاق، حيث فقد فقط ألفي رجل وأسر ما يقرب من 60 ألف رجلاً.

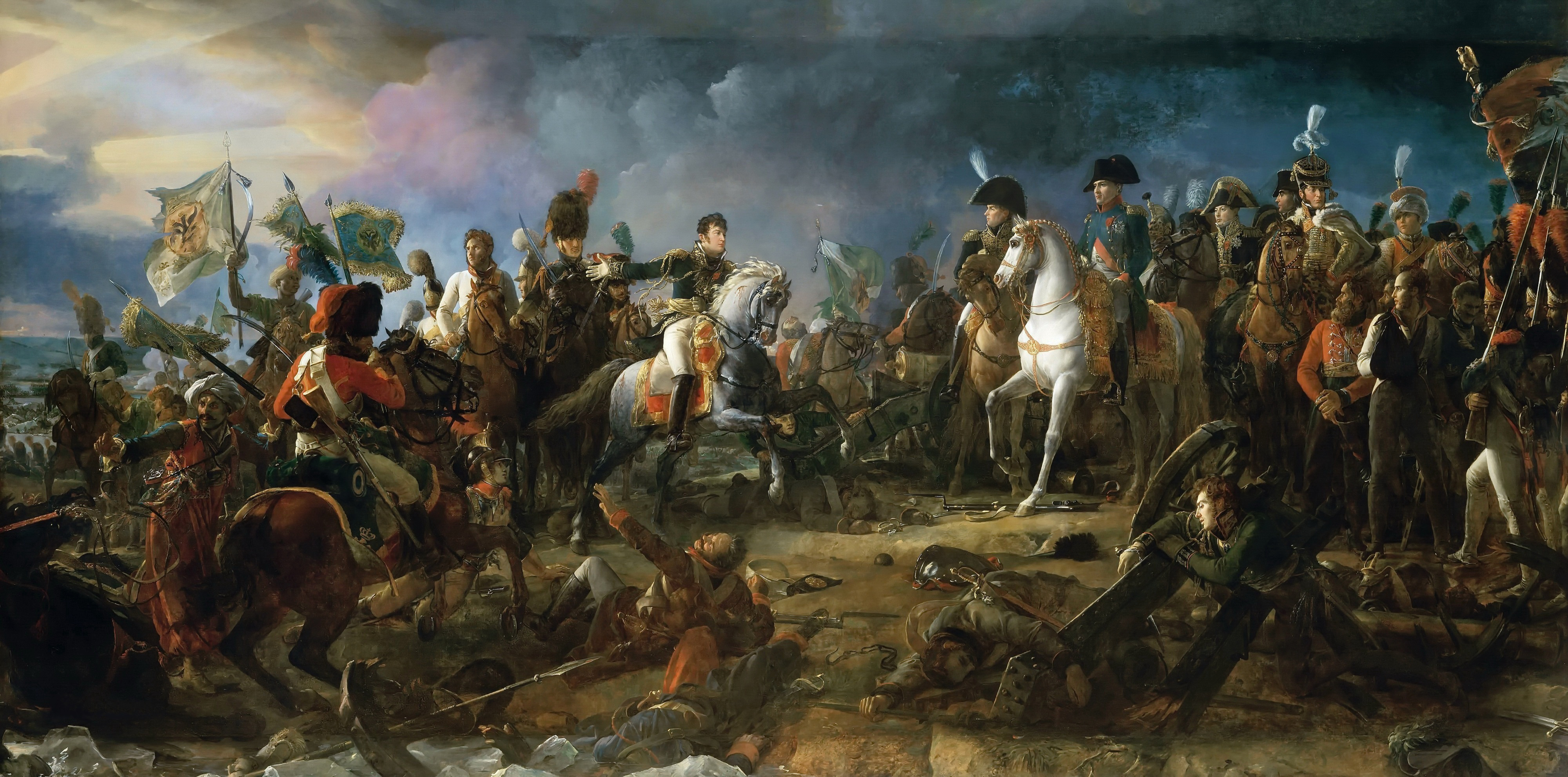
معركة أوسترليتز

كان نجاح «أولم» واضحاً، ولكن بعد أيام قليلة من الانتصار الكبير، تلقى نابليون أخباراً سيئة للغاية من أسبانيا:  قد حاصر أسطول «نيلسون» نظيره بقيادة «فيلنوف» الذي انهزم بقوة في معركة طرف الغار في 21 أكتوبر أثناء محاولة فاشلة لترك «قادس». على الرغم من اغتيال «نيلسون» نفسه، خرج الأسطول الأسباني الفرنسي شبه مدمر من الصراع، وبهذا ترك السفن الملكية وحدها مرة آخرى. بالإضافة إلى ذلك كان جيش «كوتوزوف» قد نجح في الإفلات من ملاحقة الفرنسيين له، والانسحاب إلى بوهيميا، حيث التحم مرة آخرى مع  قوات روسية إضافية جاءت كتعزيزات له. أُجبر الجيش الكبير على التقدم في المناطق الداخلية للإمبراطورية النمساوية، وقام بفصل العديد من القوات من أجل حماية خطوط الاتصال الضعيفة الخاصة به. تواجه الجيشان في معركة أوسترليتز في 2 ديسمبر 1805: على الرغم من القلة العددية، أوقف الفرنسيون هجمات الجيش الفرنسي الروسي ضد جانبهم الأيمن، وثم قاموا باختراق المركز من خلال هجوم مفاجئ وحصار الجناح الأيسر للعدو الذي تم تدميره تقريباً. خرج جيش الحلفاء بصعوبة مهزوماً من المعركة، وبلغت خسائره 27 ألفاً تراوحت بين القتلى واللآسرى، بينما بلغت خسائر الفرنسيين تسعة آلاف رجل.
حسمت معركة أوسترليتز نتيجة الصراع بشكل فعلي: طلبت النمسا التي استنفذ الصراع قوتها هدنة في 4 ديسمبر، وكانت بمثابة تمهيد لتوقيع «صلح برسبورغ» في 26 ديسمبر المقبل: ترك النمساويون التحالف وتخلوا عن اقليم «فينيتو» للمملكة الإيطالية، وعن «تيرول»  لجمهورية «بافاريا».
لتحالف مع العثمانيين والفرس
استمر نابليون يأمل بأن يُنشأ لفرنسا مركزًا ممتازًا في الشرق الأوسط، حتى بعد فشل حملته المصرية، وذلك كي يضغط على الحدود الجنوبية للإمبراطورية الروسية ويُحاصرها من تلك الجهة. جهد نابليون جهدًا عظيمًا بدأ من سنة 1803 ليُحاول إقناع الدولة العثمانية بالدخول معه في حلف ضد الإمبراطورية الروسية ومحاربتها في بلاد البلقان، فأرسل اللواء «هوراس سبستياني» لتجديد رباط الاتحاد والوداد مع الدولة، حاملاً معه خطابًا من بونابرت إلى السدة السلطانية يعد فيه الإمبراطور السلطان «سليم الثالث» بالمساعدة على استعادة الولايات والإمارات العثمانية المفقودة لمصلحة روسيا. وبعد انتصار نابليون في معركة أوسترليتز وما تلاها من تقطيع لأوصال إمبراطورية هابسبورغ التابعة للنمسا، اعترف السلطان بنابليون إمبراطوراً على فرنسا، وأعلن رسميًا أن الإمبراطورية الفرنسية هي «الحليف المخلص الدائم للدولة العليّة»، وأعلن الحرب على كل من بريطانيا وروسيا في وقت لاحق. كذلك، أنشأ نابليون حلفًا مع الدولة القاجارية ضد روسيا وبريطانيا، استمر منذ سنة 1807 حتى سنة 1809. انتهى هذان الحلفان عندما عادت فرنسا وتحالفت مع روسيا وحولت انتباهها إلى أوروبا من جديد.

## الحرب الخاطفة ضد بروسيا

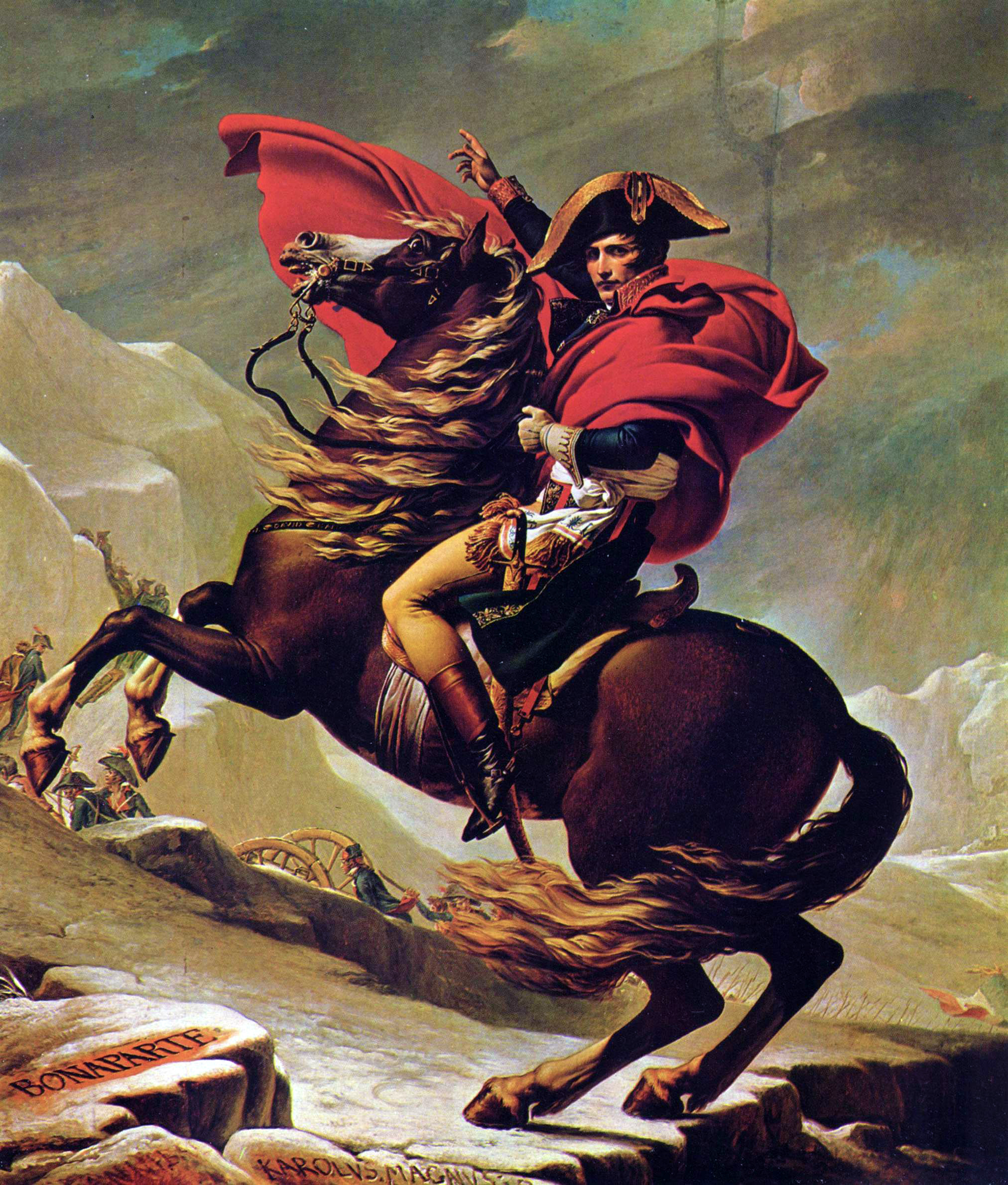
نابليون بونابرت

كان نابليون على ثقة بأن النجاح العظيم لمعركة أوسترليتز قد تؤدي إلى معاهدة سلام عام، ولكن سرعان ما تبددت آماله: رفض رئيس الوزراء البريطاني الجديد «ويليام غرنفيل» أي اتفاق، كما فعل ذلك أيضاً القيصر ألكسندر. أصبح اهتمام نابليون الرئيس هو إنشاء حاجز وقائي لحماية الحدود الفرنسية، حيث مازالت روسيا في نزاع ضد فرنسا. إن هزيمة النمسا كانت قد تسببت في إحداث فراغ للسلطة في ألمانيا، هذا الفراغ التي قامت فرنسا بشغله. في 12 يوليو عام 1806 تم تأسيس اتحاد الراين، حيث قام بتوحيد الولايات الألمانية الأكثر أهمية تحت كيان واحد تحكمه فرنسا بحزم. أصبحت حدود فرنسا الآن محمية من هجمات روسيا من جهة الشرق مع تربع نابليون مع أخيه «لويس بونابرت» بقوة على عرش هولندا، وتربع ابنه بالتبني «يوجين دو بوارنيه» على عرش إيطاليا.
كانت قد أثارت هيمنة فرنسا المتزايدة على ألمانيا احتجاجات قوية في بروسيا: فقد حصلت بروسيا كتعويض لها على أراضي ولاية «هانوفر»، التي كانت فرنسا قد انتزعتها من المملكة المتحدة، هذا على الرغم من أن العديد من ممثلي الطبقة العسكرية في بروسيا كانوا يقولون أنهم على استعداد لمواجهة فرنسا من اجل السيطرة على المقاطعات الألمانية. فضَل «فريدرش فيلهلم الثالث ملك بروسيا» أن يقف على الحياد، كما فعل على الجانب الآخر دوق مدينة براونشفايغ «كارلوس ويليام فردينارد» ، ولكن كان «حزب الحرب» دائماً ما يجمع مزيد من الإجماعات من المحكمة ومن الرأي العام في البلاد. قام ملك بروسيا باتخاذ قرار الدخول في حرب ضد فرنسا في 7 أغسطس 1806: قد تم الاتفاق بسرعة على إجراء معاهدة تحالف بين بروسيا، والمملكة المتحدة، وروسيا، والسويد، وبهذا يكون قد تم تأسيس التحالف الرابع. تم حشد جيش بروسيا في 10 أغسطس، وبحلول نهاية الشهر قامت بروسيا بغزو «ساكسونيا» ، من أجل ضمان بقائها خارج اتحاد الراين وإجبارها على الانضمام إلى التحالف ضد فرنسا.
تردد نابليون في بادئ الأمر بشأن الدخول في حرب ضد بروسيا، حيث كان يعتقد أن المترددين من بروسيا لم يرتكبوا قط «حماقة» الهجوم عليه بدون دعم هائل من روسيا. تم استدعاء الجيش الاحتياطي الفرنسي فقط في يوم 6 سبتمبر، بينما تم وضع القوات المتمركزة في الأحياء في وضع التأهب في 10 سبتمبر. كان نابليون قد اتخذ القرار النهائي في يوم 15 سبتمبر: قام الإمبراطور بتنظيم تمركز جيشه من أجل حملته القادمة، بعد التأكد من غزو بروسيا لساكسونيا. أصدر الإمبراطور خلال 48 ساعة ما لا يقل عن 120 أمراً مستقلاً، مما أدى إلى حشد العديد من الفيالق العسكرية التابعة للجيش الكبير لفرنسا وألمانيا الجنوبية بالقرب من المنطقة الواقعة بين «فورتسبورغ» و«آمبرغ» على حدود ساكسونيا. في يوم 5 أكتوبر كان هناك 180 ألفاً من الجنود الفرنسيين على استعداد للتحرك. وصل نابليون إلى المقر الرئيس في مدينة «فورتسبورغ» في 2 أكتوبر، حيث تلقى في السابع من أكتوبر بلاغاً نهائياً من بروسيا به أمر بسحب قواته من ألمانيا؛ وكرد على ذلك دخل الجيش الفرنسي ساسكونيا في 8 أكتوبر.
على الرغم من وجود شهر فارِق على الإعداد العسكري مقارنة بالفرنسيين، لم تكن القيادة العليا لبروسيا لديها خطة محددة للمعركة: كانت الطموحات والتنافسات الشخصية تضعف العلاقات بين كبار الضباط، بينما كان غياب قائد الأركان العسكرية أيضاً يعمل على تفاقم الوضع الفوضوي الموجود بالفعل. لقد كان نابليون على النقيض لديه خطة جاهزة بالفعل بشأن الحملة بحلول نهاية شهر سبتمبر: كان من المفترض أن يحاط الجيش الكبير المنقسم إلى ثلاث أقسام بالجانب الأيمن للعدو، والسير عبر سلسلة تلال «غابة تورينغن»، والدخول بقوة  بين بروسيا والجيش الروسي  متقدماً ببطء من جهة الشرق. على الرغم من أن نابليون لم يكن على علم بشكل تام بأماكن تمركز القوات البروسية، قرر الانتصار على قوات دوق مدينة «براونشفايغ»  في معركة حاسمة في جنوب نهر «إلبه» قبل التوجه مباشرة نحو «برلين». تقدمت القوات الفرنسية في صباح يوم 8 أكتوبر، وفي غضون 72 ساعة وصلت القوات بقوة إلى ما هو أبعد من «غابة تورينغن». رد دوق مدينة «براونشفايغ» على هذة المناورة، وحاول أن يجمع القوات البروسية المتفرقة من خلال التراجع وراء نهر «زاله» في اتجاه مدينة «إرفورت».

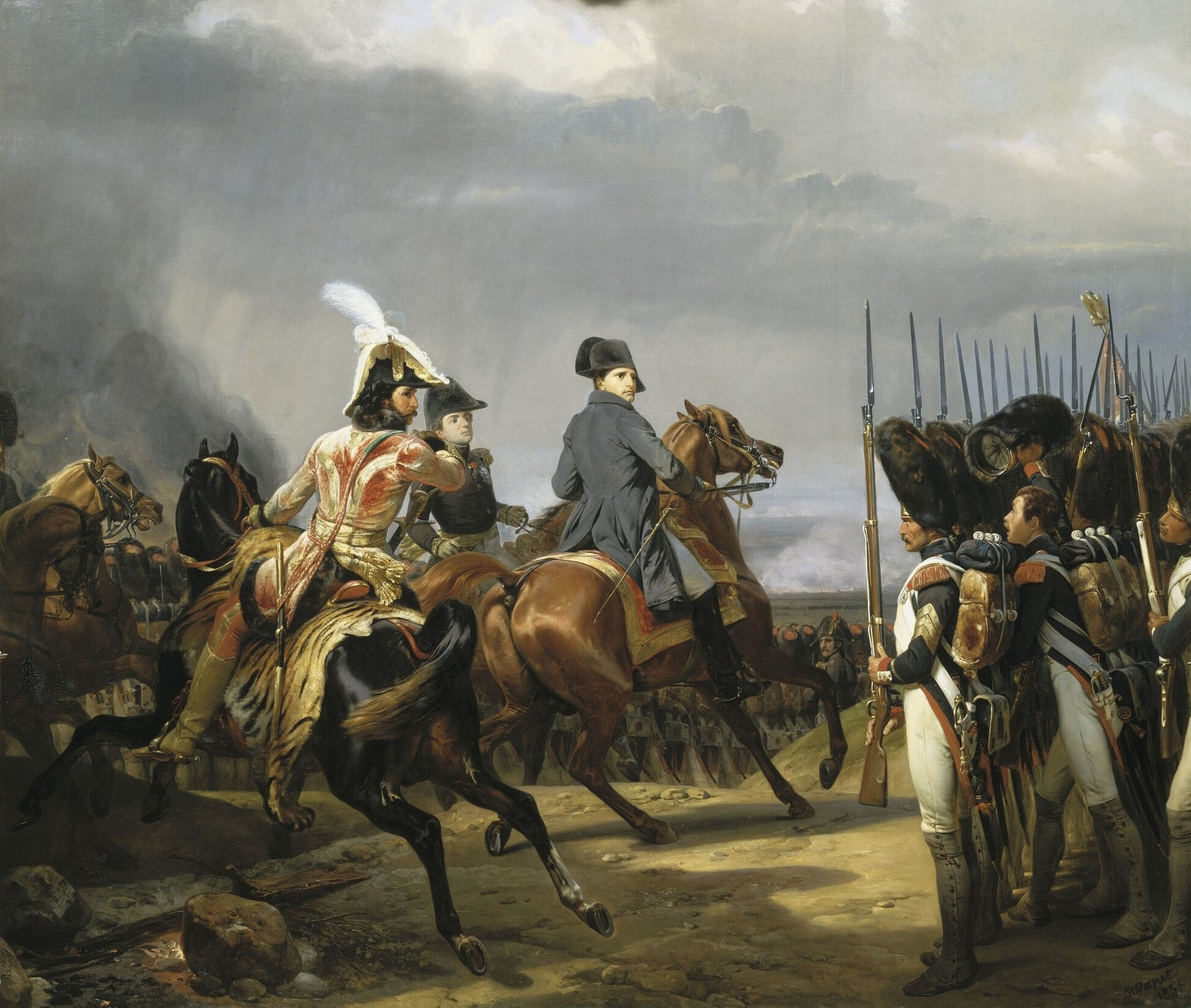
نابليون يستعرض الحرس الإمبراطوري أثناء معركة "ينا"

بعد الاستمرار في التقدم نحو الشمال، قام نابليون الذي تم إخباره بتراجع بروسيا تجاه نهر «زاله» بتحويل مسار جيشه 90 درجة غرباً، كانت مناورة صعبة لكنها نجحت بإتقان. لقد اقتنع الإمبراطور الآن أن معظم جيش بروسيا متواجد في شمال مدينة «إرفورت» بالقرب من «ينا»، وأنه استعد للقتال من أجل اليوم التالي. فيما يخص قائد الفيلق الثالث المارشال «لوي نيكولا دافو» الذي وجد نفسه الآن عند الجناح الأيمن للجيش كنتيجة لتغيير المسار 90 درجة، تلقى أمراً بالتحرك في اتجاه مدينة «ناومبورغ» شمال «ينا»، بهدف قطع سبل التراجع على البروسيين. في الواقع كانت القوات الظاهرة في «ينا» هي ساقة جيش بروسيا التي كان يقودها أمير «هوهنلوهه» (سلالة ألمانية تنتمي إلى طبقة النبلاء)، كانت تتواجد معظم القوات البروسية بصورة أكبر في الشمال بالقرب من «أويرشتاد» عند خط صدارة الفيلق الثالث بقيادة المارشال «لوي نيكولا دافو».
في صباح يوم 14 أكتوبر عام 1806 واجه 90 ألفاً من الفرنسيين 50 ألفاً من البروسيين والساكسونيين (نسبة إلى مدينة ساكسونيا) من عائلة «هوهنلوهه»، وبعد عشر ساعات من الحرب الشرسة هزمهم الفرنسيون شر هزيمة في «معركة ينا». كانت المهمة النهائية للفارس «يواكيم مورات» تتلخص في تحويل تراجع البروسيين إلى هزيمة ساحقة. كان نجاح نابليون باهراً، ولكن ثمة أحداث لا تقل أهمية وقعت في اليوم نفسه على بعد 8 أميال ناحية الشمال في مقاطعة «أويرشتاد»: واجه 33 ألفاً من جيش «دافو» عدد 63 ألفاً  من جيش بروسيا الأساسي بقيادة دوق «براونشفايغ». انتقل الفرنسيون إلى وضع الهجوم المضاد، بعد أن قاوموا العديد من الهجمات القوية،  وقاموا بصد البروسيين، كما أوقعوا بهم خسائر لا تعد ولا تحصى من بينهم دوق «براونشفايغ» نفسه الذي أصيب بجرح خطير في الرأس. مجرد فقد القائد تسبب في أن تراجع بروسيا لم يتم بشكل منظم، وأن الجزء المتبقي من الجيش انشق وانقسم إلى عدة كتائب. كلفت الهزيمتان في «ينا» و«أويرشتاد» القوات البروسية خسائر فادحة، ولكن تقدم الفرنسيين الوحشي خلال الثلاث أسابيع التالية أدى إلى إبادتهم بشكل كامل: ففي يوم 16 أكتوبر أسر «يواكيم مورات» عدد 14 ألفاً من البروسيين المتفرقين في «إرفورت»، وفي 17 أكتوبر هزم المارشال «كارل الرابع عشر يوهان»  في «هاله (سكسونيا-أنهالت)» الجيش الإحتياطي بقيادة دوق «فورتيمبيرج» ، الذي كان يعتبر التشكيل الوحيد البروسي الذي ظل سليماً، وفي 28 أكتوبر تم القبض على «هوهنلوهه» مع باقي الجيش الأساسي في «برنتسلاو».
جعل نابليون ظهوره في برلين يوم 27 أكتوبر على رأس الفيلق الثالث بقيادة المارشال «دافو»، بعد أن أحيا نابليون ذكرى «فريدرش العظيم» في «بوتسدام». تم القضاء على الجيش البروسي بشكل كامل  مع استسلام الجنرال «بلوشر» يوم 7 نوفمبر في «لوبيك»، والجنرال «فون كلايست» يوم 10 نوفمبر في «ماغديبورغ». باستثناء حامي قلاع منطقة «سيليزيا»  الذين سرعان ما قام الفرنسيون بمحاصرتهم، فإن القوات البروسية الوحيدة التي نجت من الصراع كان يبلغ عددها 15 ألفاً من قوات الجنرال «أنطون فيلهلم فون ليستوك» المشردين في بروسيا الشرقية، والذين لم يتم تكليفهم حتى الآن في قتال. انتصر الجيش الكبير في معركتين حاسمتين في غضون 33 يوماً كنوع من الحروب الخاطفة التي تسبق فترة الحرب، كما قام بقتل وإلحاق الجروح بعدد 20 ألفاً من البروسيين، وأسر 140 ألفا رجلاً وأربع أخماس بروسيا.